# Тисменецкий, Пётр Харитонович
Пётр Харитонович Тисменецкий (25.07.1924, Киевская область — 27.08.1997) — помощник командира взвода 368-й отдельной разведывательной роты 283-й стрелковой дивизии, старший сержант — на момент представления к награждению орденом Славы 1-й степени.

## Биография
Родился 25 июля 1924 года в городе Сквира Киевской области. Украинец. Член ВКП/КПСС с 1954 года. Окончил 10 классов. Работал на строительстве оборонительных сооружений на реке Северский Донец в районе города Змиёв Харьковской области.
В Красной Армии с декабря 1943 года. В боях Великой Отечественной войны с февраля 1944 года. С мая того же года — разведчик 368-й отдельной разведывательной роты 283-й стрелковой дивизии. В составе 3-й армии 1-го Белорусского фронта участвовал в боях на Днепре в районе деревни Новый Быхов, Белорусской наступательной операции.
3 июля 1944 года старший сержант Тисменецкий с группой бойцов на подступах к городу Минск внезапным налётом разгромили вражеский обоз, уничтожили несколько противников, 17 взяли в плен, захватили четыре повозки и 26 лошадей.
15 июля, действуя в группе конных разведчиков, добыл ценные сведения и передал командованию.
Приказом командира 283-й стрелковой дивизии от 27 июля 1944 года за мужество, проявленное в боях с врагом, старший сержант Тисменецкий награждён орденом Славы 3-й степени.
В последующих боях он в составе той же армии воевал на 2-м Белорусском фронте. Освобождал Белосток, в числе первых вышел к реке Нарев. 3 сентября 1944 года на территории Польши, находясь в разведке, Тисменецкий решительными действиями способствовал захвату в плен вражеского офицера, давшего ценные сведения о группировке противника.
5 сентября у населённого пункта Корнаки старший сержант Тисменецкий установил место скопления его живой силы и техники, своевременно сообщил об этом командованию. В ночь на 30 октября 1944 года он с разведчиками скрытно подобрался к пулемётной точке врага, уничтожил одного врага и одного взял в плен.
Приказом по 3-й армии от 23 ноября 1944 года старший сержант Тисменецкий награждён орденом Славы 2-й степени.
Помощник командира взвода Тисменецкий с бойцами 1 января 1945 года в 20 километрах юго-западнее города Остроленка под покровом темноты пробрался в расположение противника и во вражеской траншее организовал засаду. При появлении немецкой разведывательной группы вступил в бой. Группа Тисменецкого уничтожила около 30 противников, восемь из них на счету командира. В бою он был ранен, но остался в строю. Разведывательная операция неприятеля была сорвана.
Указом Президиума Верховного Совета СССР от 24 марта 1945 года за мужество, отвагу и героизм, проявленные в борьбе с захватчиками, старший сержант Тисменецкий Пётр Харитонович награждён орденом Славы 1-й степени.
В дальнейшем он участвовал в Восточно-Прусской операции, боях на берлинском направлении. Войну закончил под Бранденбургом. После демобилизации в декабре 1945 года отправился в Полтаву где и прожил до конца жизни. В 1954 году окончил Киевский сельскохозяйственный институт по специальности «инженер-электрик». Работал управляющим трестом «Полтава-Сельэлектросетьстрой». Отличник энергетики и электрификации СССР. С 1974 года — капитан в отставке. Участник Парада на Красной площади 9 мая 1985 года.
Награждён орденами Отечественной войны 1-й степени, Славы 1-й, 2-й и 3-й степени, медалями.
Умер 27 августа 1997 года.